# Martin Hlavačka
Martin Hlavačka (* 21. září 1975, Hodonín) je bývalý český profesionální hokejista. Jeho držení hole je levé. Hraje na postu obránce. Má deset startů v dresu národního týmu.

## Hráčská kariéra
Martin Hlavačka začínal s dospělým hokejem už ve svých 16 letech v prvoligovém Baníku Hodonín (1993/1994).Tam si ho vyhlédl extraligový AC ZPS Zlín ,který měl plnou soupisku a tak ho poslal zpět do 1. české hokejové ligy, konkrétně do týmu Meochema Přerov.Nakonec se dostal do 1. týmu Zlína, kde ale odehrál jen čtyři zápasy (1995/1996).V roce 1996 Hlavačka chtěl hrát, tak odjel na Slovensko, kde hrál v týmech Spartaku Dubnica a Dukly Trenčín.Tam hrál až do sezóny (2001/2002) kdy přestoupil do Karlových Varů.Ty zapůjčily, nejproduktivnějšího obránce celé soutěže, do rakouského týmu Graz 99ers.Po sezóně jej Vary prodaly do Finského Ilvesu Tampere. 7. listopadu 2011 podepsal s týmem SHK Hodonín, kde hrál už ve svých dorosteneckých letech. Následující sezónu se neúspěšně pokusil prosadit v EV Regensburg ve třetí nejvyšší německé soutěži.
V roce 2003 byl povolán do reprezentace na Euro Hockey Tour.